# أومبيرتو كاليغاريس
أومبيرتو كاليغاريس (بالإيطالية: Umberto Caligaris)‏ (26 يوليو 1901 في كازالي مونفيراتو – 19 أكتوبر 1940 في تورينو) لاعب كرة قدم إيطالي راحل كان يجيد اللعب في خط الدفاع .
لعب طوال مسيرته الرياضية في أندية كازالي (1919-1928) يوفنتوس (1928-1935) بريشيا (1935-1937) .
لعب لصالح منتخب إيطاليا 59 مباراة دولية من دون تسجيل أي هدف من 1922 إلى 1934 وقد شارك في بطولة كأس العالم لكرة القدم 1934 التي أقيمت في إيطاليا .
بعد اعتزال اللعب تولى تدريب أندية بريشيا (1935-1937) يوفنتوس (1938-1940) .

## روابط خارجية
- أومبيرتو كاليغاريس على موقع الاتحاد الدولي (مؤرشف)  (الإنجليزية)
- أومبيرتو كاليغاريس على موقع قاعدة بيانات كرة القدم.إي يو (الإنجليزية)
- أومبيرتو كاليغاريس على موقع ناشيونال فوتبول تيمز (الإنجليزية)
- أومبيرتو كاليغاريس على موقع عالم كرة القدم.نت (الإنجليزية)
- أومبيرتو كاليغاريس على موقع أوليمبيديا (الإنجليزية)
- أومبيرتو كاليغاريس على موقع اللجنة الأولمبية الإيطالية (الإيطالية)